# Újlengyel
Újlengyel é um município da Hungria, situado no condado de Peste. Tem 26,25 km² de área e sua população em 2015 foi estimada em 1.703 habitantes.